# Булдрини, Фредерик
Фредерик Булдрини (англ. Frederick Buldrini, также Фред Булдрини; 29 октября 1915 — 13 сентября 2005, Айленд-Парк, штат Нью-Йорк) — американский скрипач.
Сын Умберто Бульдрини (1879—1942), итальянского контрабасиста, обосновавшегося в США в 1905 году, с 1912 г. концертмейстера контрабасов в Нью-Йоркском филармоническом оркестре, а с 1926 г. — в оркестре Метрополитен-оперы.
Окончил Джульярдскую школу. В 1936 г. выиграл Наумбурговский конкурс молодых исполнителей, после чего дебютировал в нью-йоркском Таун-холле.
В конце 1930-х гг. был принят в оркестр Метрополитен-оперы, в 1944 г. ушёл в оркестр Торгового флота США, по окончании Второй мировой войны вернулся в оперу. В 1960-80-е гг. выступал, главным образом, как сессионный музыкант при записях и концертах различных джазовых и эстрадных музыкантов, в том числе Фрэнка Синатры (альбомы Frankly Sentimental, 1949 Trilogy: Past Present Future, 1980), Перри Комо (альбомы When You Come to the End of the Day и Saturday Night with Mr. C., оба 1958), Тони Беннетта (альбом To My Wonderful One, 1960), Сэма Кука (альбом Twistin' the Night Away, 1962), Фила Вудса (альбом Round Trip, 1973), Яна Аккермана (альбом Tabernakel, 1973), Джо Бека (альбом Beck, 1975), The Isley Brothers (альбом Inside You, 1981) и т. д.